# Berry-au-Bac
Pour les articles homonymes, voir Berry (homonymie) et Bac.
Berry-au-Bac (prononcé [bɛʁij‿o bak]) est une commune française située dans le département de l'Aisne, en région Hauts-de-France.

## Géographie

### Localisation
Berry-au-Bac est située dans la région Hauts-de-France, à l'est du département de l'Aisne. L'Institut national de l'information géographique et forestière (IGN) attribue les coordonnées géographiques 49° 24' 13" nord et 03° 54' 13" au point central du territoire communal.
À vol d'oiseau, la commune est située à 128,3 kilomètres au nord-est de Paris-Notre-Dame, point zéro des routes de France, à 27,2  kilomètres au sud-est de la préfecture Laon et à 27,2  kilomètres au nord-ouest de Reims.
| La Ville-aux-Bois-lès-Pontavert      | Juvincourt-et-Damary |                  |
| Pontavert                            | Berry-au-Bac         | Condé-sur-Suippe |
| Cormicy (Cne deléguée de Gernicourt) | Cormicy              |                  |

### Hydrographie

#### Réseau hydrographique
La commune est située dans le bassin Seine-Normandie. Elle est drainée par l'Aisne, le canal de la Marne à l'Aisne, le canal latéral à l'Aisne, la Loivre, la Miette, la rigole d'alimentation de Berry-au-Bac et divers bras de l'Aisne,,.
L'Aisne, qui traverse le territoire de la commune d'est en ouest, est un  cours d'eau naturel navigable de 256 km de longueur, traversant les cinq départements Meuse, Marne, Ardennes, Aisne, Oise. Elle est un affluent de rive gauche de l'Oise, ce qui fait d'elle un sous-affluent de la Seine. Les caractéristiques hydrologiques de l'Aisne [partielle] sont données par la station hydrologique située sur la commune. Le débit moyen mensuel est de 35 m3/s. Le débit moyen journalier maximum est de 434 m3/s, atteint lors de la crue du 24 décembre 1993. Le débit instantané maximal est quant à lui de 443 m3/s, atteint le 20 juillet 2021.
Le canal de l'Aisne à la Marne est un canal à bief de partage au gabarit Freycinet reliant les vallées de l'Aisne et de la Marne. Long de 58,109 km, il comporte 24 écluses (16 versant Aisne et 8 versant Marne), dont l'écluse no 1 sur la commune, où est également aménagé un port.
Le canal latéral à l'Aisne relie Vieux-lès-Asfeld (Ardennes) à Celles-sur-Aisne (Aisne), en passant par Berry-au-Bac où se situe l'écluse no 3 sur la commune.
La Loivre, d'une longueur de 10 km, prend sa source dans la commune de Loivre et se jette  dans l'Aisne sur la commune, après avoir traversé quatre communes.
La Miette, d'une longueur de 15 km, prend sa source dans la commune de Amifontaine et se jette  dans l'Aisne en limite de Pontavert et de Berry-au-Bac, face à Cormicy, après avoir traversé cinq communes. 

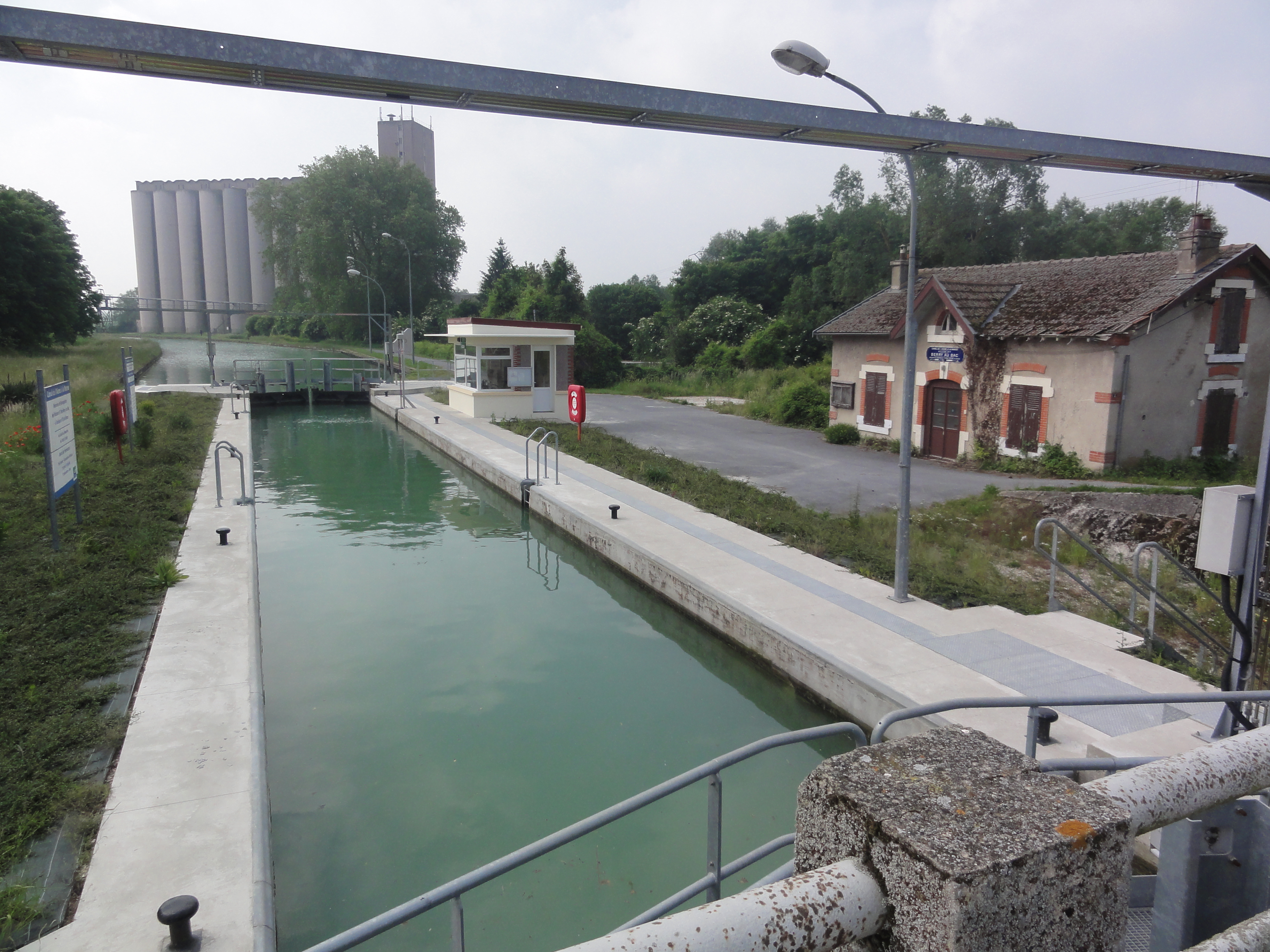
Le port et écluse sur le canal de l'Aisne à la Marne.
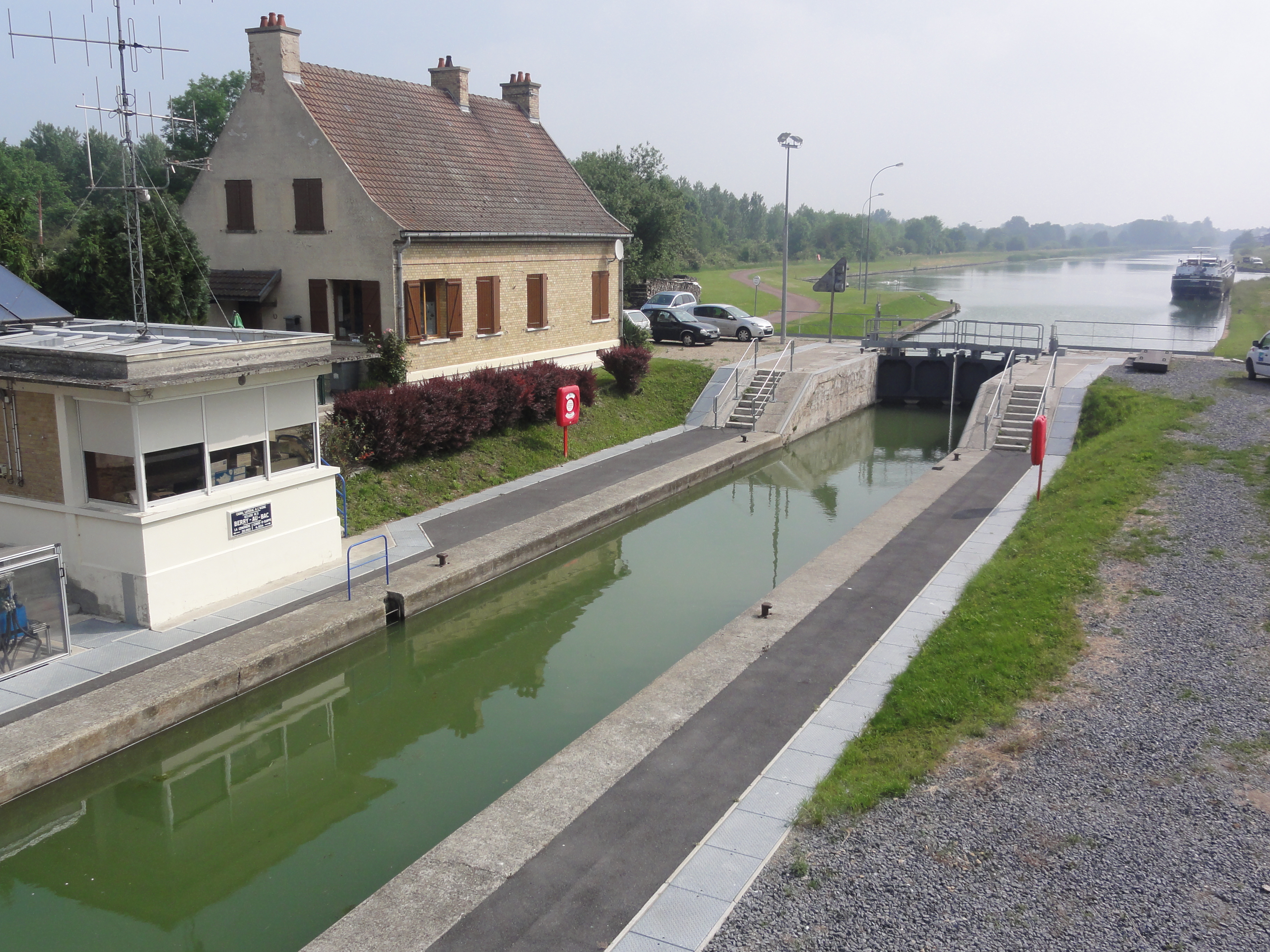
L'écluse no 3 du canal latéral à l'Aisne.
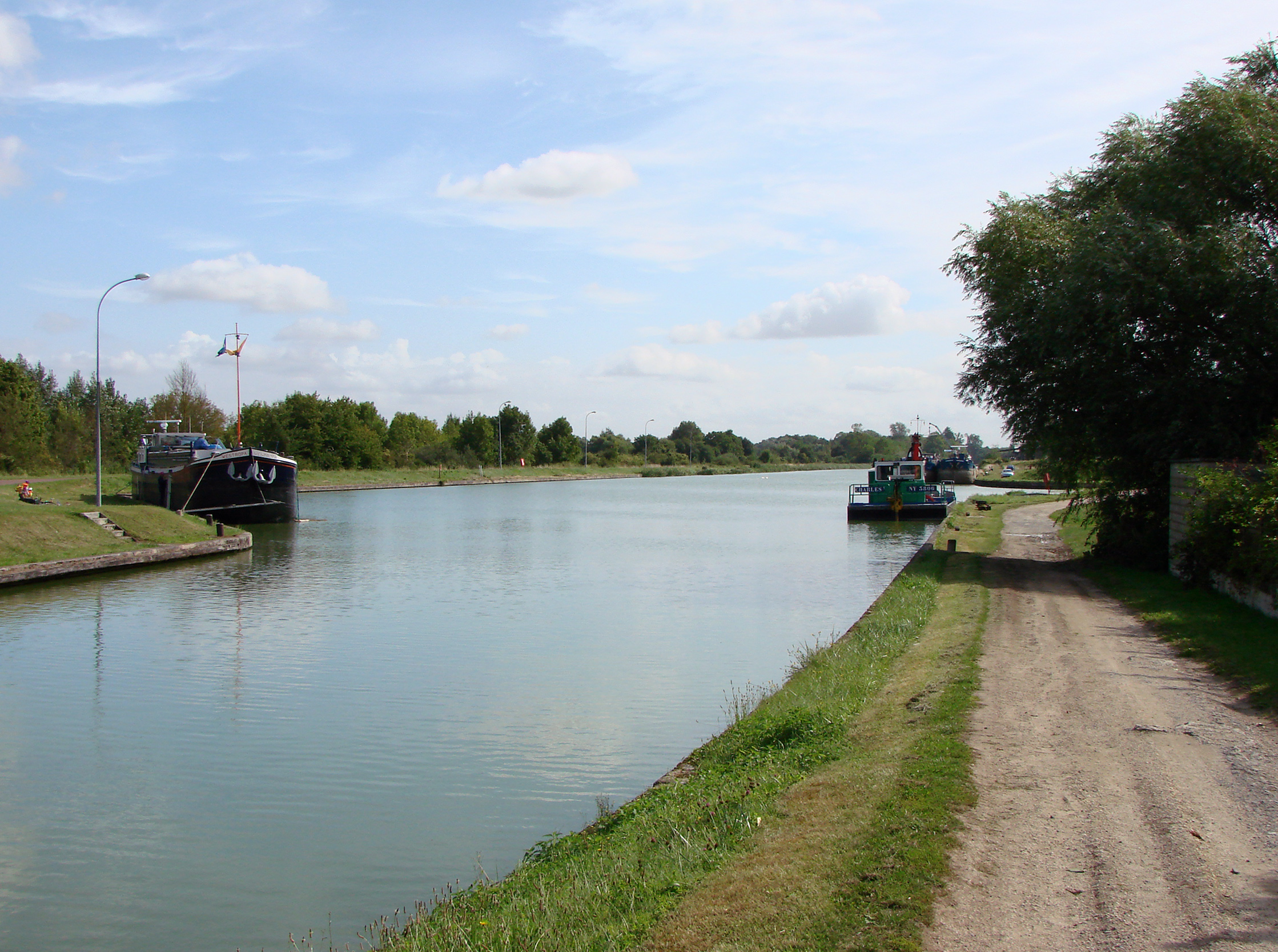
Le canal latéral à l'Aisne à l'entrée de l'écluse.

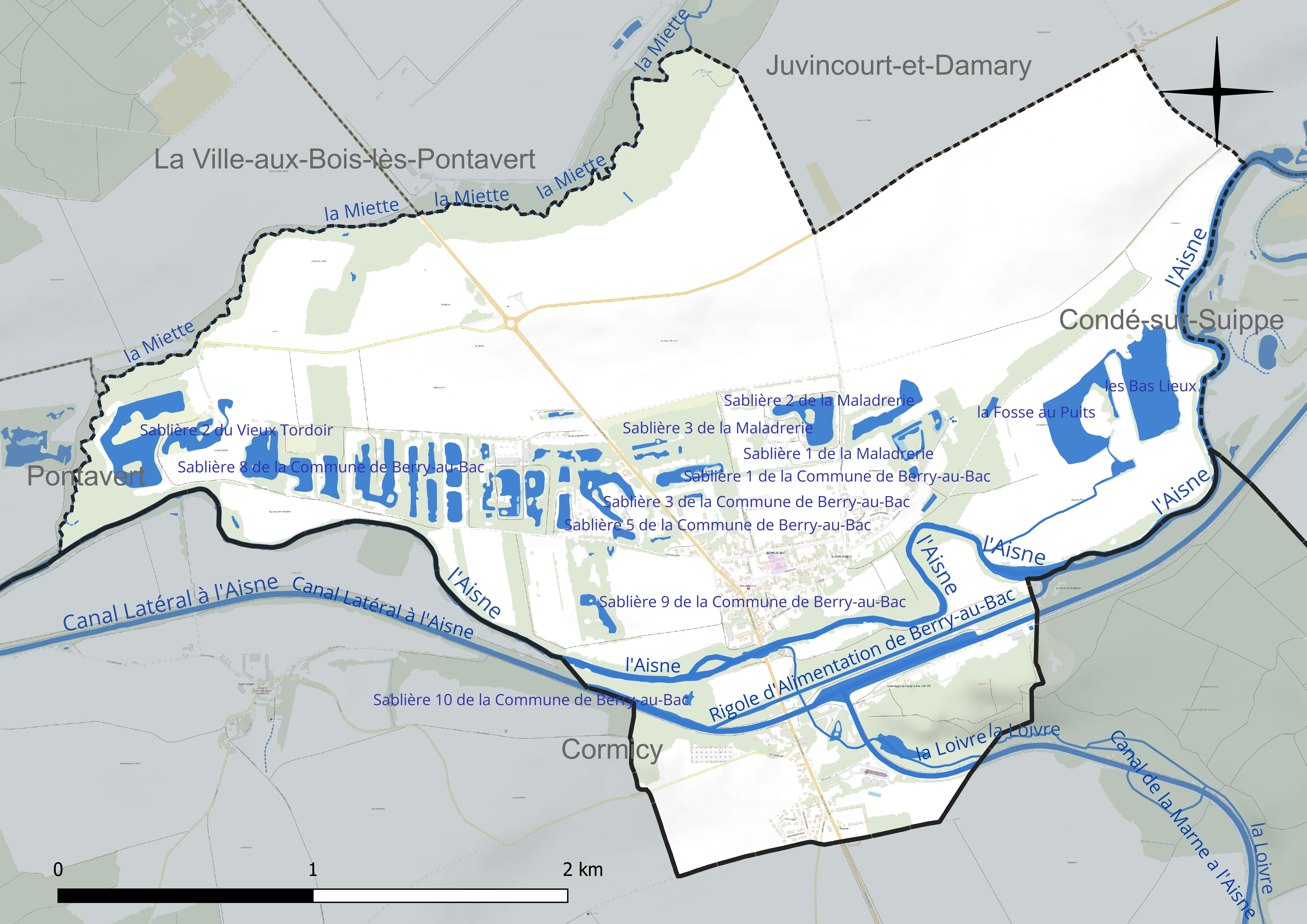
Réseau hydrographique de Berry-au-Bac.

Divers plans d'eau complètent le réseau hydrographique : la fosse au Puits (5,8 ha), la sablière 1 de la commune de Berry-au-Bac (1,2 ha), la sablière 1 de la Maladrerie (0,9 ha), la sablière 1 du Vieux Tordoir (3,3 ha), la sablière 10 de la commune de Berry-au-Bac (0,1 ha), la sablière 2 de la commune de Berry-au-Bac (0,4 ha), la sablière 2 de la Maladrerie (1,7 ha), la sablière 2 du Vieux Tordoir (5,4 ha), la sablière 3 de la commune de Berry-au-Bac (1,8 ha), la sablière 3 de la Maladrerie (2,3 ha), la sablière 4 de la commune de Berry-au-Bac (0,7 ha), la sablière 5 de la commune de Berry-au-Bac (0,9 ha), la sablière 6 de la commune de Berry-au-Bac (2,5 ha), la sablière 7 de la commune de Berry-au-Bac (3 ha), la sablière 8 de la commune de Berry-au-Bac (0,9 ha), la sablière 9 de la commune de Berry-au-Bac (0,7 ha) et les Bas Lieux (6,7 ha),.

#### Gestion et qualité des eaux
Le territoire communal est couvert par le schéma d'aménagement et de gestion des eaux (SAGE) « Aisne Vesle Suippe ». Ce document de planification, dont le territoire s'étend sur 3 096 km2 répartis sur trois départements (Aisne, Marne et Ardennes) et deux régions (Champagne-Ardenne et Picardie), a été approuvé le 16 décembre 2013. La structure porteuse de l'élaboration et de la mise en œuvre est le Syndicat d'aménagement des bassins Aisne Vesle Suippe (SIABAVES).
La qualité des cours d'eau peut être consultée sur un site dédié géré par les agences de l'eau et l'Agence française pour la biodiversité.

### Climat
Pour des articles plus généraux, voir Climat des Hauts-de-France et Climat de l'Aisne.
En 2010, le climat de la commune est de type climat océanique dégradé des plaines du Centre et du Nord, selon une étude du CNRS s'appuyant sur une série de données couvrant la période 1971-2000. En 2020, Météo-France publie une typologie des climats de la France métropolitaine dans laquelle la commune est exposée à un climat océanique altéré et est dans la région climatique Nord-est du bassin Parisien, caractérisée par un ensoleillement médiocre, une pluviométrie moyenne régulièrement répartie au cours de l'année et un hiver froid (3 °C).
Pour la période 1971-2000, la température annuelle moyenne est de 10,4 °C, avec  une amplitude thermique annuelle de 15,5 °C. Le cumul annuel moyen de précipitations est de 700 mm, avec 11 jours de précipitations en janvier et 8,6 jours en juillet. Pour la période 1991-2020 la température moyenne annuelle observée sur la station météorologique la plus proche, située sur la commune de Martigny-Courpierre à 19 km à vol d'oiseau, est de 10,7 °C et le cumul annuel moyen de précipitations est de 734,4 mm,. Pour l'avenir, les paramètres climatiques de la commune estimés pour 2050 selon différents scénarios d'émission de gaz à effet de serre sont consultables sur un site dédié publié par Météo-France en novembre 2022.

## Urbanisme

### Typologie
Au 1er janvier 2024, Berry-au-Bac est catégorisée commune rurale à habitat dispersé, selon la nouvelle grille communale de densité à 7 niveaux définie par l'Insee en 2022.
Elle est située hors unité urbaine. Par ailleurs la commune fait partie de l'aire d'attraction de Reims, dont elle est une commune de la couronne,. Cette aire, qui regroupe 294 communes, est catégorisée dans les aires de 200 000 à moins de 700 000 habitants,.

### Occupation des sols
L'occupation des sols de la commune, telle qu'elle ressort de la base de données européenne d'occupation biophysique des sols Corine Land Cover (CLC), est marquée par l'importance des territoires agricoles (83,3 % en 2018), en augmentation par rapport à 1990 (67,4 %). La répartition détaillée en 2018 est la suivante : 
terres arables (45,1 %), zones agricoles hétérogènes (37,8 %), forêts (9,1 %), zones industrielles ou commerciales et réseaux de communication (4,2 %), zones urbanisées (3,4 %), prairies (0,3 %).
L'évolution de l'occupation des sols de la commune et de ses infrastructures peut être observée sur les différentes représentations cartographiques du territoire : la carte de Cassini (XVIIIe siècle), la carte d'état-major (1820-1866) et les cartes ou photos aériennes de l'IGN pour la période actuelle (1950 à aujourd'hui).

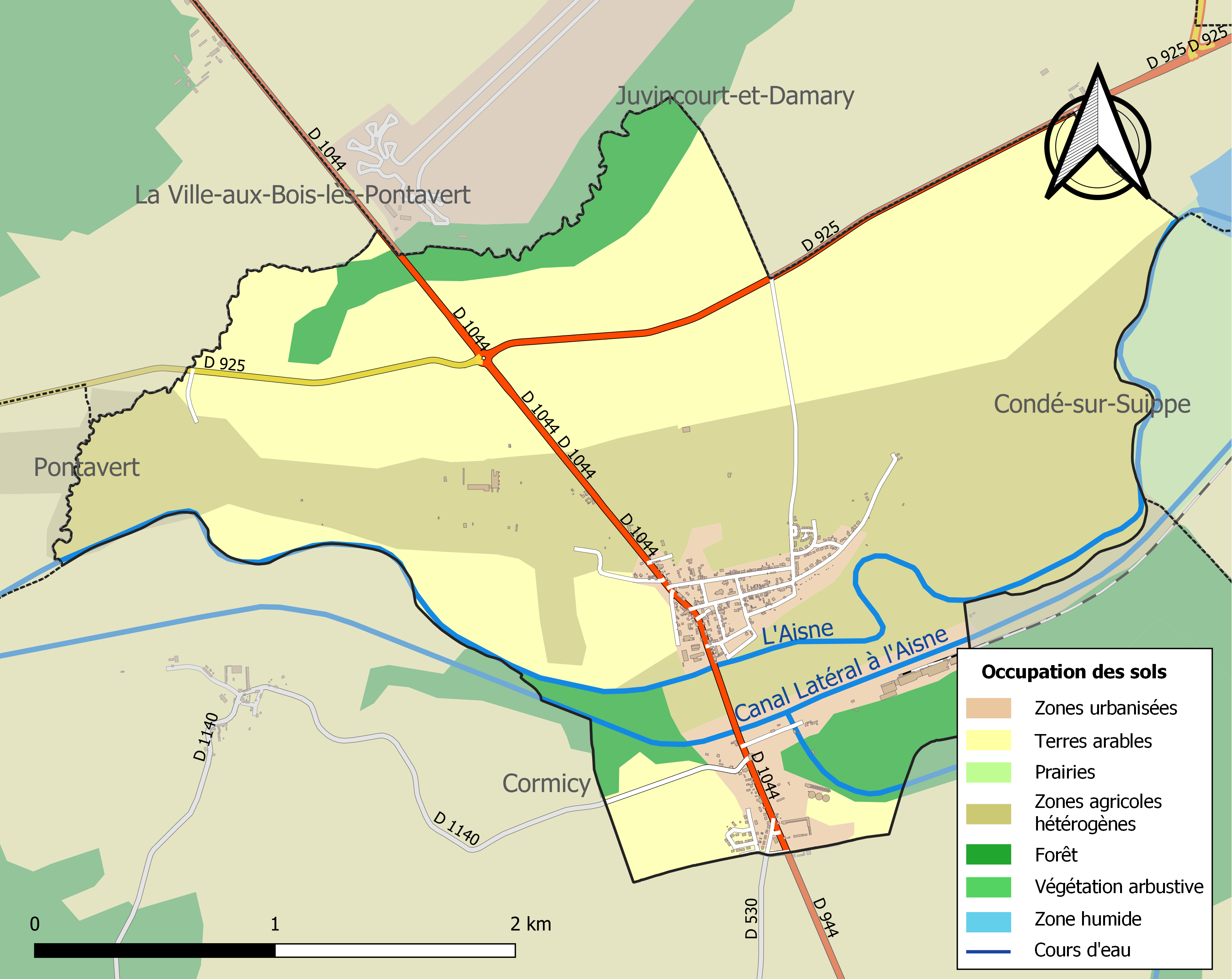
Carte des infrastructures et de l'occupation des sols de la commune en 2018 (CLC).

### Voies de communication et transports

#### Voies routières
Deux routes départementales traversent le territoire de la commune :
- la D 1044, portion de l'ancienne route nationale 44 dans son parcours dans le département de l'Aisne, qui traverse la commune du nord au sud et relie Laon (à 32 km au nord) à Reims (à 19 km au sud) ;
- la D 925, portion de l'ancienne route nationale 325 dans son parcours dans le département de l'Aisne, qui traverse la commune d'ouest en est et relie Soissons (à 48 km à l'ouest) à Neufchâtel-sur-Aisne (à 14 km à l'est).

En outre, la commune est accessible par l'autoroute A26 (sortie no 14, Guignicourt), à 4 km à l'est de la commune par la D 925.

#### Transport en commun
La ligne 538 du réseau de bus de la Régie départementale des transports de l'Aisne, reliant Laon à Reims, a un arrêt à Berry-au-Bac.
La gare la plus proche est celle de Guignicourt, située à 7 km à l'est par la D 925. Cette gare est desservie par la ligne de TER Fluo Reims <> Laon. Elle met 20 mn pour relier Guignicourt à Reims ou Laon.

## Toponymie
Le nom de la localité est attesté sous les formes Baireius (IXe siècle) ; Berriacum (1081) ; Altare de Baire (1145) ; Bairi (XIIe siècle) ; Bayri (1156) ; Baireium (1214) ; Bairiacum (1285) ; Bery (1344) ; Bery-au-Bac (1409) ; Bac (1536) ; Bery-au-Bacq (1491) ; Bacq-à-Berry (1564) ; Le Bacq (1586) ; Bac-à-Berry (1652) ; Bacq-à-Béry (1663) ; Paroisse de Saint-Hylaire-de-Bery-au-Bacq (1675) ; Bery-au-Baq (1682) ; Berry-au-Bac (1745) ; Berrye-au-Bacq (1766) ; Berri-au-Bac (1767).
Son nom rappellerait celui d'une princesse d'une tribu belge qui, en langage d'alors, était appelée Berre et qui aurait fait construire un castrum en ce lieu, plusieurs siècles avant l'ère chrétienne.
La toponymie actuelle est riche en dénominations qui évoquent des ponts, des bacs et des gués : Pontavert, Berry-au-Bac, « le Gué de Mauchamp ». Ces toponymes montrent l'existence d'un grand nombre de gués pour passer l'Aisne, que ce soit pour des voies importantes à destination lointaine ou pour le trafic local. Le bac désigne l'embarcation qui permettait de franchir l'Aisne. Jules César aurait fait passer son armée au bord de l'Aisne à Berry-au-Bac en 57 avant J.-C ; le proconsul établit son camp sur la colline de Mauchamp protégée en avant par un petit affluent de l'Aisne appelé la Miette.

## Histoire

### Préhistoire
Des photographies aériennes ont permis de localiser un important site d'occupation néolithique, dit du « chemin de la Pêcherie » dans la commune sur lequel des fouilles furent effectuées en 1978 et 1979. D'autres fouilles eurent lieu à la Renardière en 1986 ;  elles mettent ainsi à jour une présence importante des populations du Rubané dans la vallée de l'Aisne ainsi qu'À la Croix Maigret. Comme le reste de la vallée de l'Aisne, la commune a de nombreuses traces d'habitats préhistoriques.

### Antiquité
Avec des habitats de La Tène, l'occupation humaine semble continue jusqu'aux fouilles menées en 1861 et 1862, celles-ci, confirmées depuis par la photographie aérienne, ont identifié à Mauchamp, sur le territoire de la commune, le camp de Jules César lors de la bataille qui eut lieu en 57 av. J.-C. contre les Belges.

### Moyen Âge
Une nécropole mérovingienne a été mise au jour près du camp de César, en 1906. Parmi le mobilier, il faut noter deux sarcophages sculptés.
Une autre tombe collective porte la trace d'un massacre ayant eu lieu au IXe siècle : une dizaine de corps ont été enterrés ensemble à l'intérieur d'un bâtiment d'habitation.

### Époque contemporaine

#### XIXesiècle
Le 5 mars 1814, lors de la Campagne de France (1814)  sous les ordres de Pac et du chef d'escadron Skarzynski,, les lanciers polonais de la Garde impériale, après avoir brisé avec seulement 600 hommes les 2 000 Cosaques de Winzingerode, chargent à la tête des cavaliers de Nansouty et d'Exelmans sur le pont de Berry-au-Bac, refoulent une nouvelle fois l'ennemi, faisant prisonniers 200 Cosaques et capturant deux canons,.

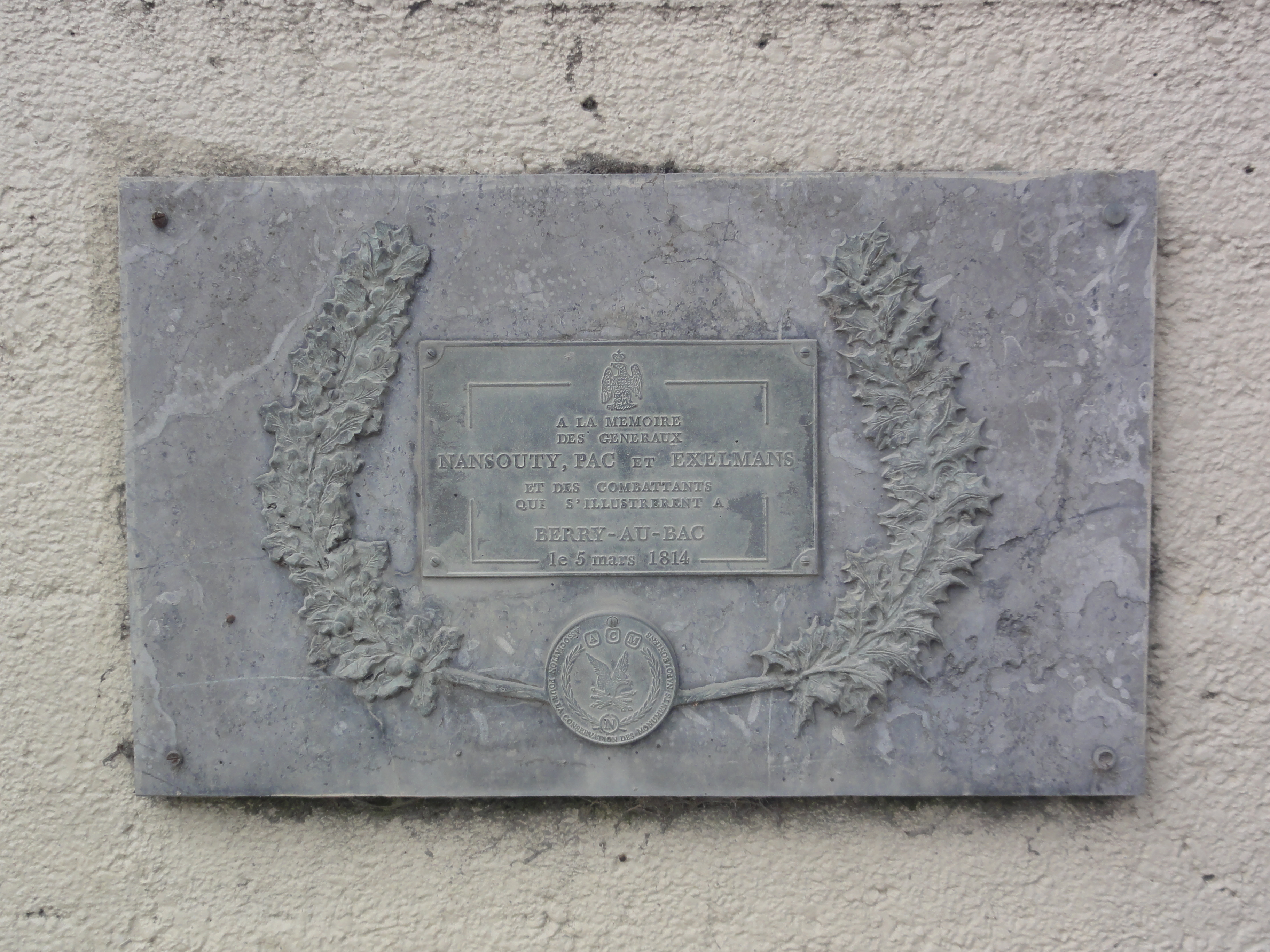
Plaque commémorative du 5 mars 1814.
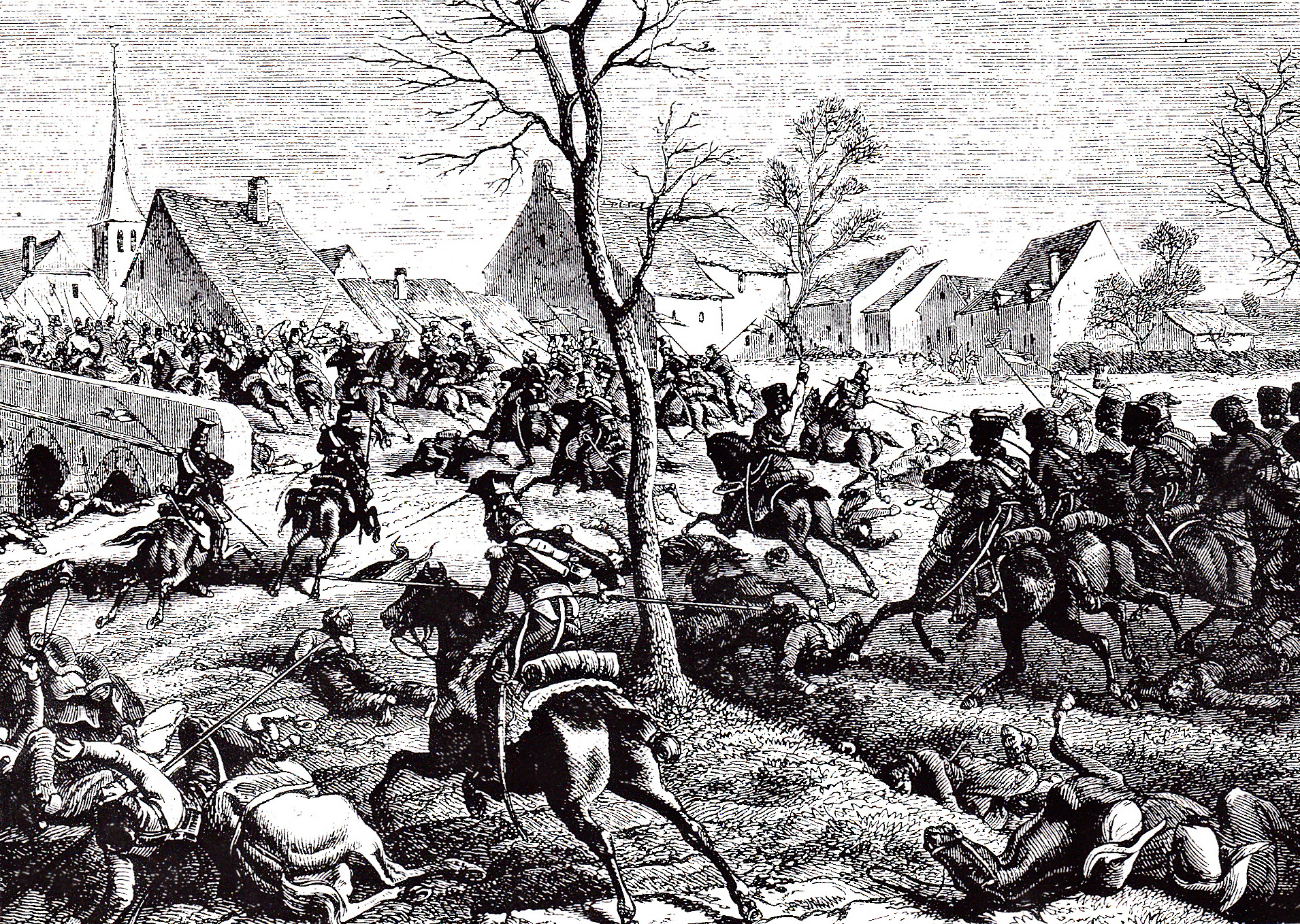
Le combat de Berry-au-Bac vu par Philippoteaux.

Berry-au-Bac était desservie par la ligne Soissons - Rethel d'une compagnie de chemin de fer secondaire à voie métrique, les Chemins de fer de la Banlieue de Reims (CBR).

#### Première Guerre mondiale
Pendant la Première Guerre mondiale la "cote 108" fut sur la ligne de combat de 1914 à 1917, et connue en particulier par des combats de sape et des explosions de mines.
En 1917, c'est à Berry-au-Bac qu'eut lieu la première offensive blindée de l'histoire militaire française (la première attaque de chars de l'Histoire eut lieu lors de la Somme le 15 septembre 1916, avec des chars d'assaut britanniques Mark I.)
132 chars Schneider CA1 furent amenés pour la grande offensive du Chemin des Dames le 16 avril 1917.
Leur utilisation ne fut pas très profitable, les unités d'infanterie n'ayant pu suivre leur avance.
Sur les 132 chars engagés, 57 ont été détruits par les Allemands, 56 ramenés du combat (44 en panne dans les lignes françaises).
Pertes françaises : 16 officiers tués, 17 blessés ; 12 sous-officiers tués, 16 blessés ; 43 brigadiers et canonniers tués, 76 blessés.
Louis Bossut, commandant du 1er Groupement d'Artillerie d'Assaut (AS4), fait partie des morts.

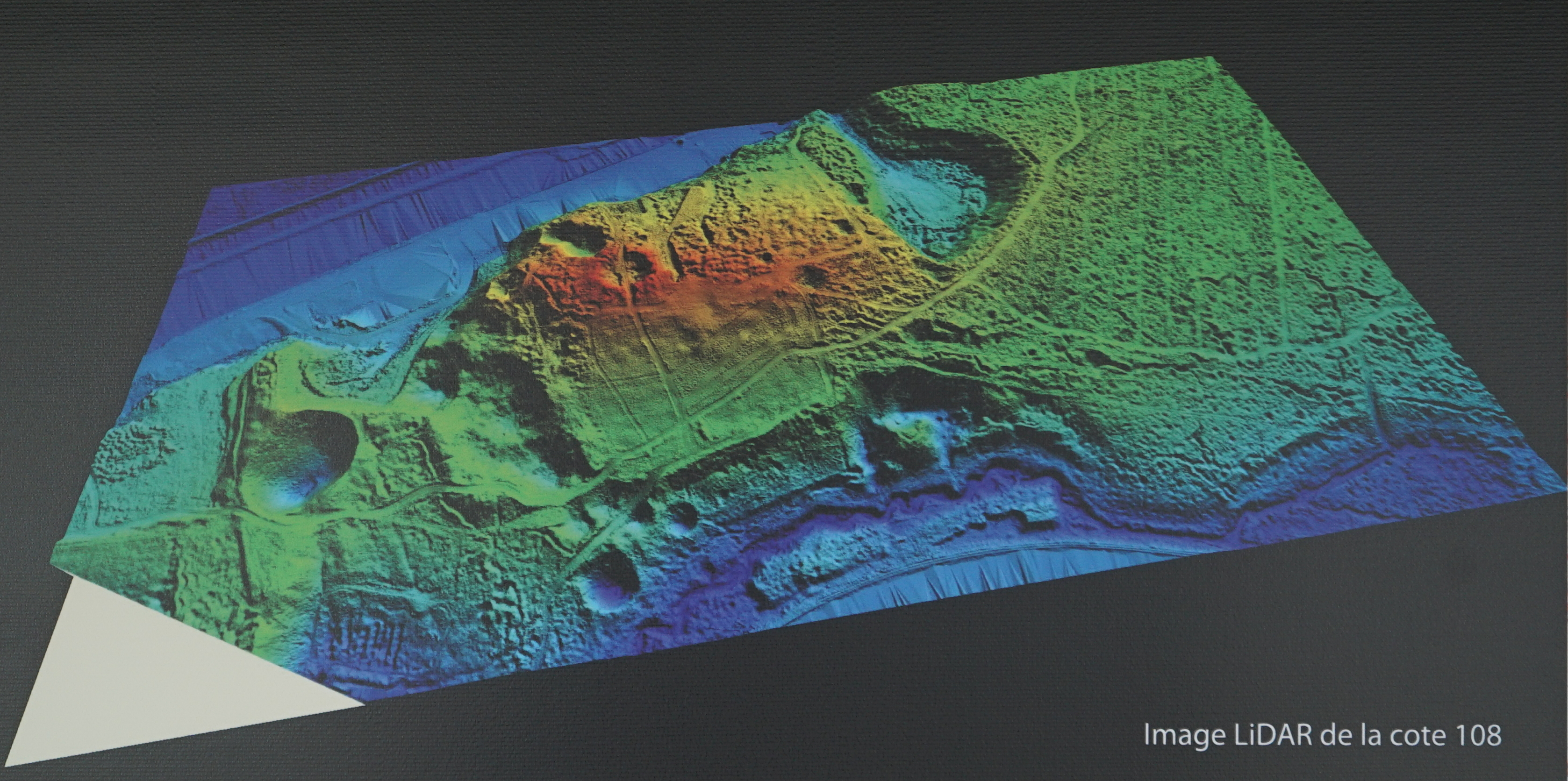
Vue de la cote 108 réalisée par le laboratoire GEGENAA de l'U.R.C.A. avec la méthode LIDAR.
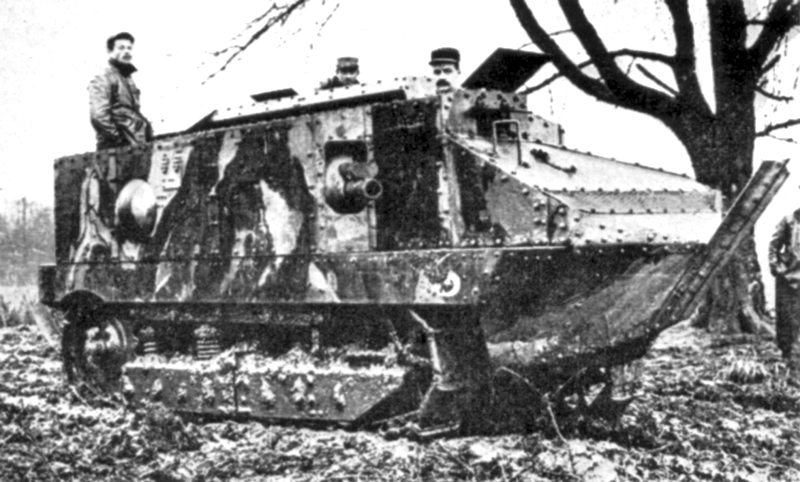
Char Schneider CA1.
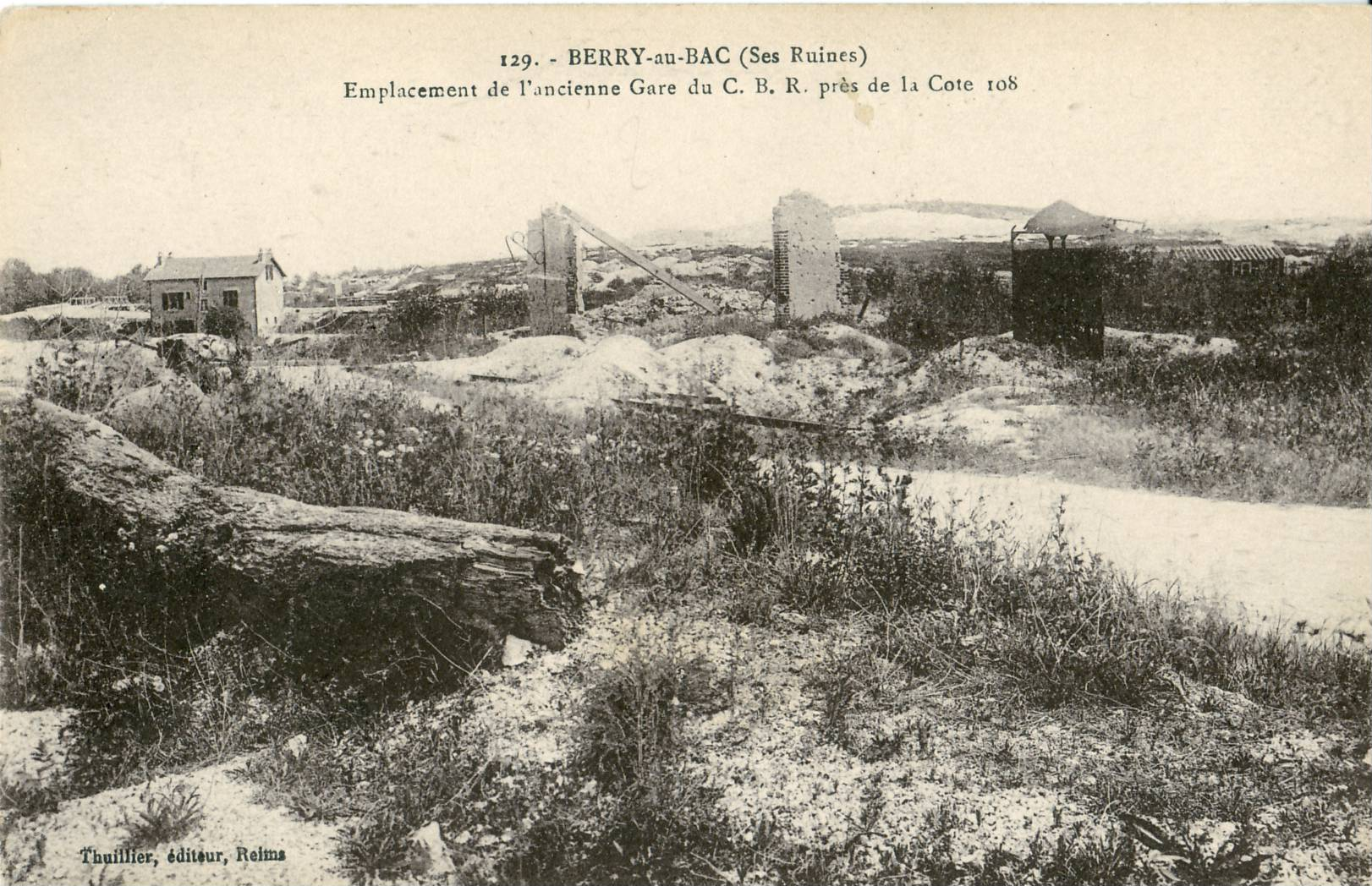
Ruines de la gare du CBR.

## Politique et administration

### Découpage territorial
La commune de Berry-au-Bac est membre de la communauté de communes de la Champagne Picarde, un établissement public de coopération intercommunale (EPCI) à fiscalité propre créé le 22 décembre 1995 dont le siège est à Saint-Erme-Outre-et-Ramecourt. Ce dernier est par ailleurs membre d'autres groupements intercommunaux.
Sur le plan administratif, elle est rattachée à l'arrondissement de Laon, au département de l'Aisne et à la région Hauts-de-France. Sur le plan électoral, elle dépend du canton de Villeneuve-sur-Aisne pour l'élection des conseillers départementaux, depuis le redécoupage cantonal de 2014 entré en vigueur en 2015, et de la première circonscription de l'Aisne  pour les élections législatives, depuis le dernier découpage électoral de 2010.

### Administration locale

#### Liste des maires

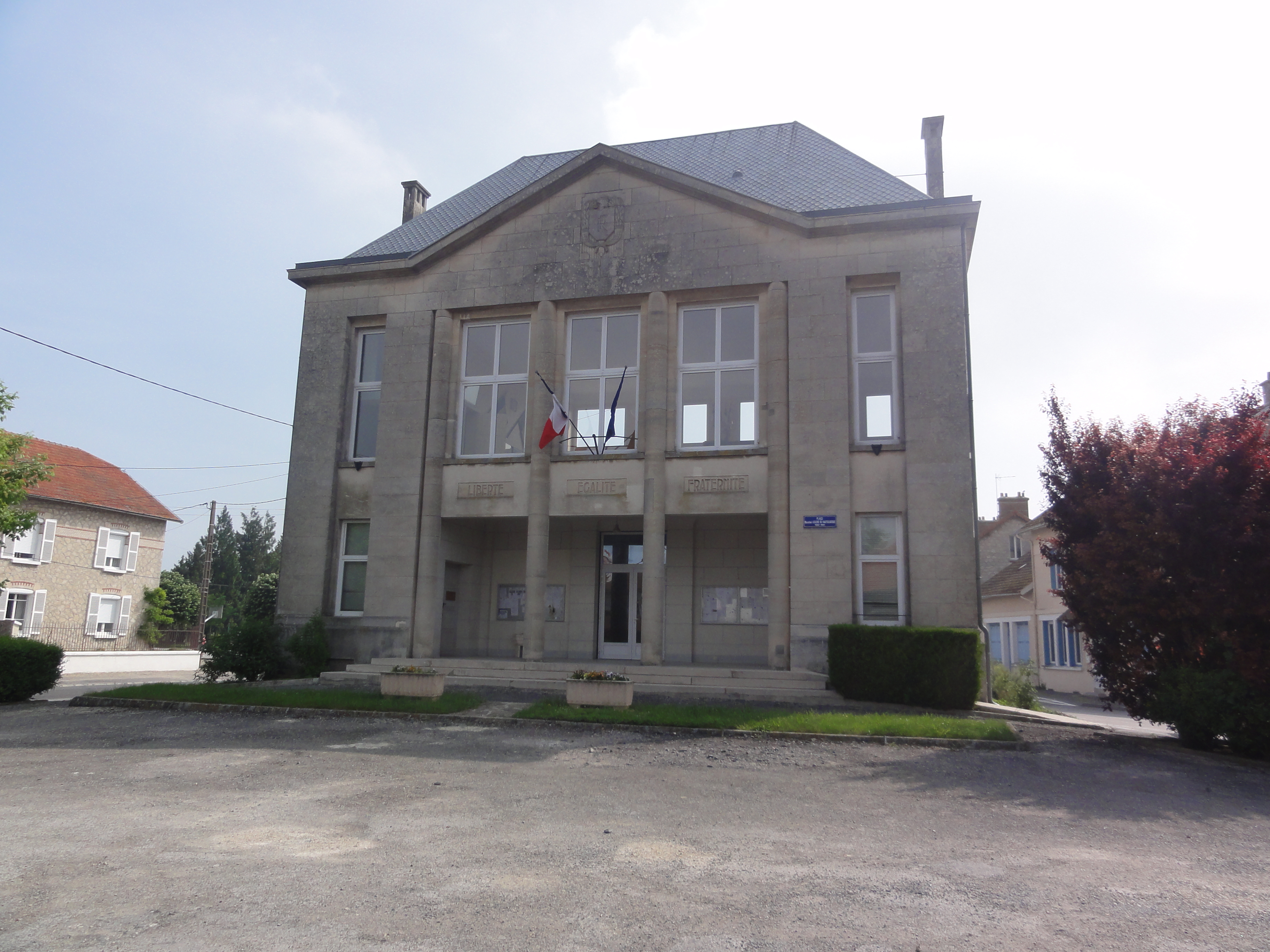
L'hôtel de ville de Berry-au-Bac.

| Période                                  | Période                   | Identité                | Étiquette | Qualité                                          |
| ---------------------------------------- | ------------------------- | ----------------------- | --------- | ------------------------------------------------ |
| Les données manquantes sont à compléter. |                           |                         |           |                                                  |
|                                          |                           | Jean-Louis Deligny      |           | (1791-1870)                                      |
| Les données manquantes sont à compléter. |                           |                         |           |                                                  |
| 1965                                     | 2001                      | Jacques Bahin           |           | Cultivateur céréalier (1926-2019)                |
| mars 2001                                | mars 2008                 | Jean Coutelle           |           |                                                  |
| mars 2008                                | En cours (au 6 juin 2020) | Marie-Christine Hallier | DVG       | Cadre supérieur Réélue pour le mandat 2020-2026, |

## Population et société

### Démographie
L'évolution du nombre d'habitants est connue à travers les recensements de la population effectués dans la commune depuis 1793. Pour les communes de moins de 10 000 habitants, une enquête de recensement portant sur toute la population est réalisée tous les cinq ans, les populations de référence des années intermédiaires étant quant à elles estimées par interpolation ou extrapolation. Pour la commune, le premier recensement exhaustif entrant dans le cadre du nouveau dispositif a été réalisé en 2006.

En 2022, la commune comptait 720 habitants, en évolution de +9,92 % par rapport à 2016 (Aisne : −1,97 %, France hors Mayotte : +2,11 %).
| 1793 | 1800 | 1806 | 1821 | 1831 | 1836 | 1841 | 1846 | 1851 |
| ---- | ---- | ---- | ---- | ---- | ---- | ---- | ---- | ---- |
| 432  | 407  | 457  | 395  | 484  | 547  | 563  | 627  | 603  |

| 1856 | 1861 | 1866 | 1872 | 1876 | 1881 | 1886 | 1891 | 1896 |
| ---- | ---- | ---- | ---- | ---- | ---- | ---- | ---- | ---- |
| 603  | 608  | 600  | 635  | 650  | 666  | 727  | 778  | 756  |

| 1901 | 1906 | 1911 | 1921 | 1926 | 1931 | 1936 | 1946 | 1954 |
| ---- | ---- | ---- | ---- | ---- | ---- | ---- | ---- | ---- |
| 785  | 809  | 815  | 221  | 351  | 395  | 456  | 435  | 465  |

| 1962 | 1968 | 1975 | 1982 | 1990 | 1999 | 2006 | 2011 | 2016 |
| ---- | ---- | ---- | ---- | ---- | ---- | ---- | ---- | ---- |
| 419  | 350  | 334  | 388  | 509  | 528  | 521  | 588  | 655  |

| 2021 | 2022 | - | - | - | - | - | - | - |
| ---- | ---- | - | - | - | - | - | - | - |
| 703  | 720  | - | - | - | - | - | - | - |

### Enseignement
Berry-au-Bac possède une école primaire : maternelle et élémentaire.

### Manifestations culturelles et festivités

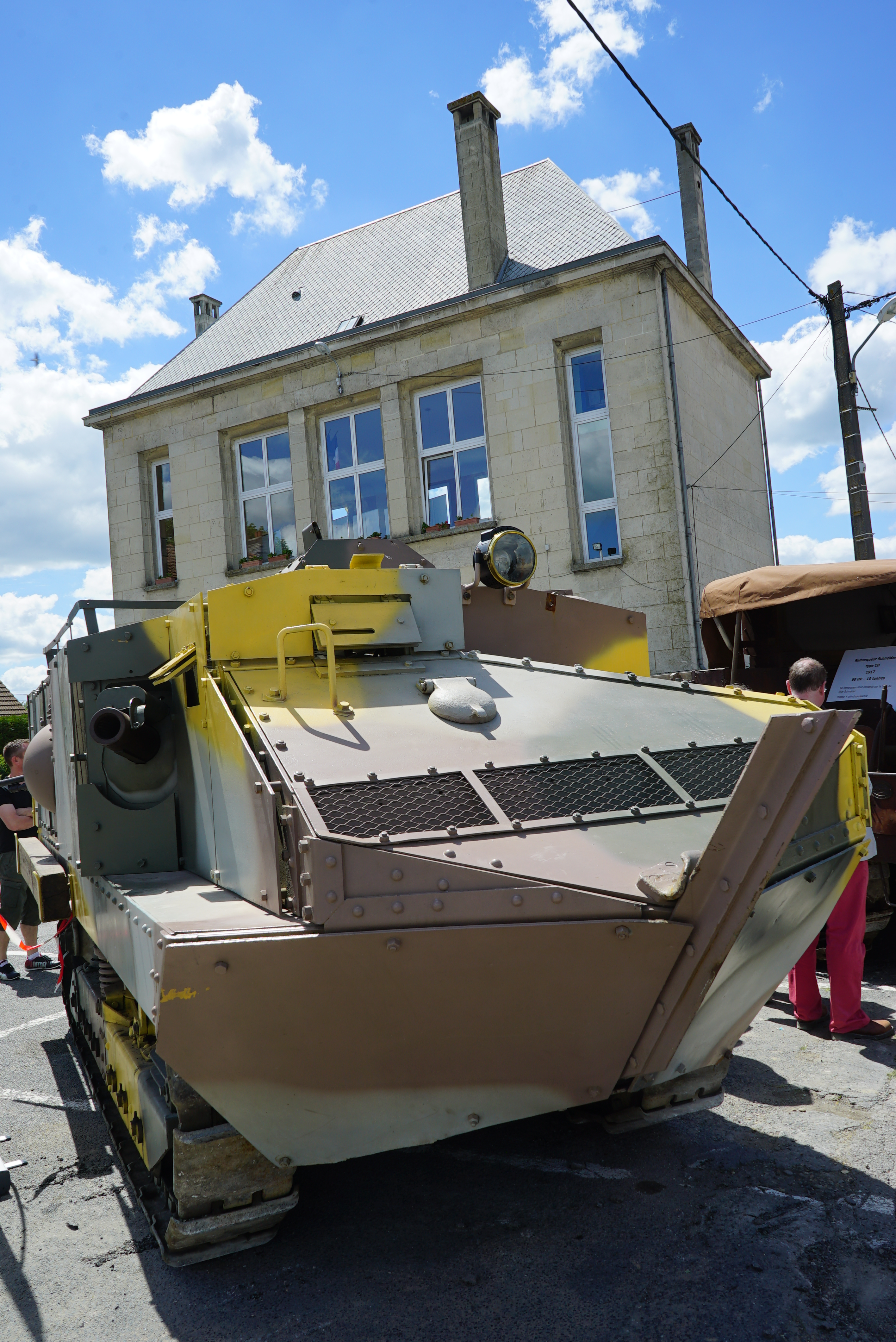
Célébration du centenaire
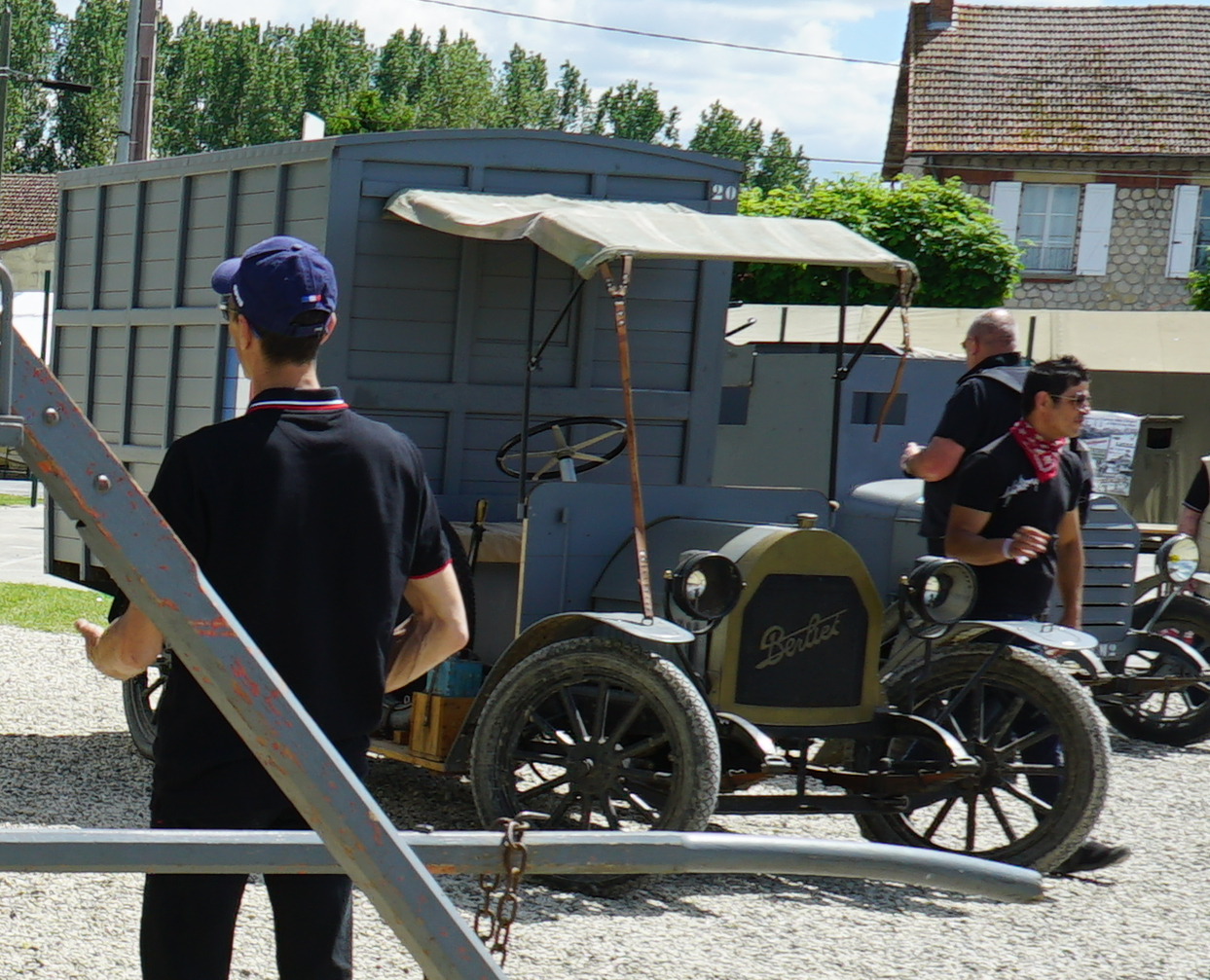
de l'offensive Nivelle,
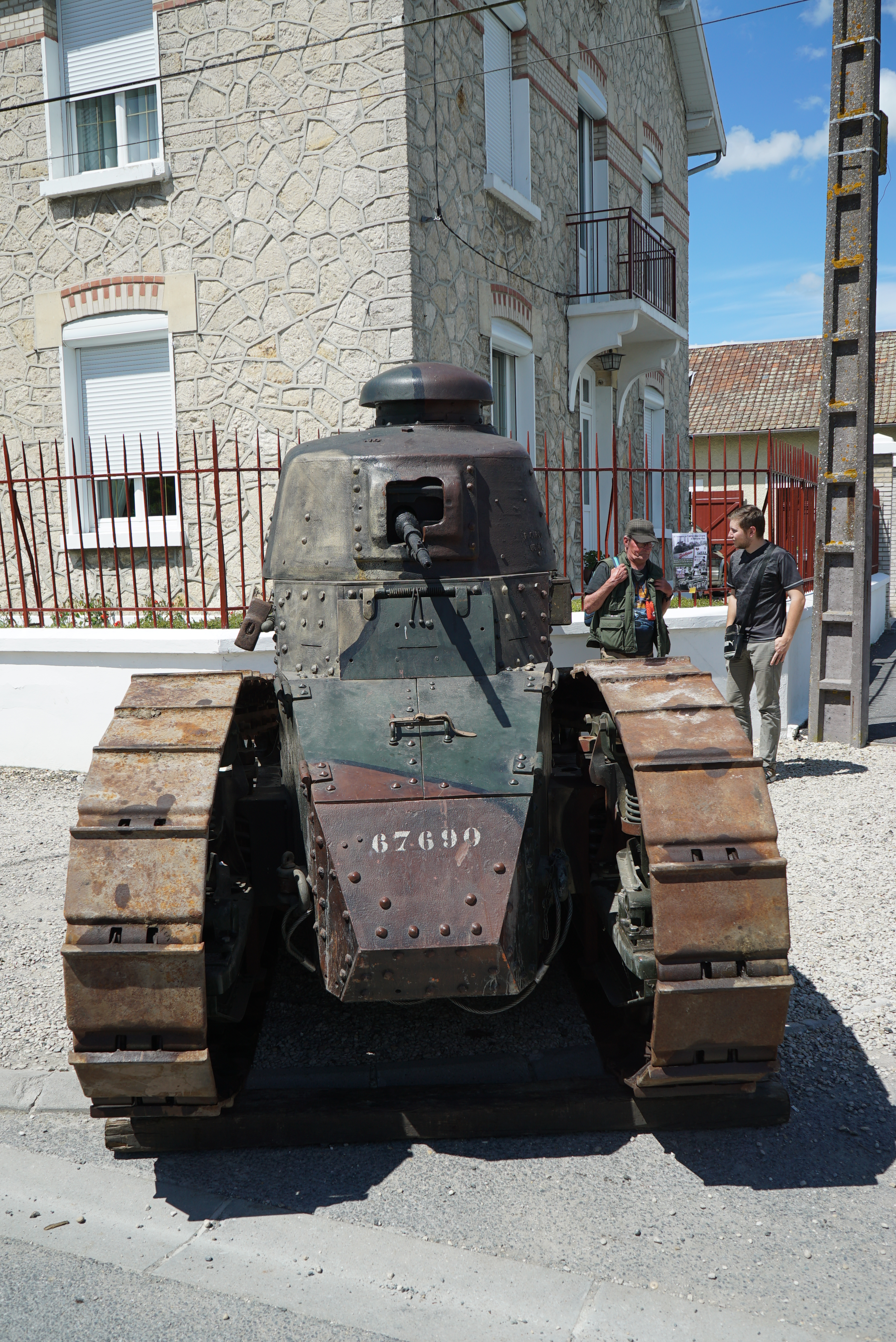
Char Renault FT.

### Lieux de cultes
Le territoire de la commune de Berry-au-Bac fait partie de la paroisse catholique « Saint Pierre Saint Paul des Trois Rivières » dans le secteur paroissial de « Laon Nord et Est » du diocèse de Soissons - Laon - Saint-Quentin. Le lieu de culte est l'église Saint-Hilaire de Berry-au-Bac.

## Économie
La sucrerie de Berry-au-Bac a été détruite pendant les combats.

## Culture locale et patrimoine

### Patrimoine architectural
- L'église Saint-Hilaire de Berry-au-Bac.
- Ancienne maison forte, ruinée au milieu du XVe siècle, puis reconstruite[55].

### Lieux et monuments

#### Monument des chars d'assaut

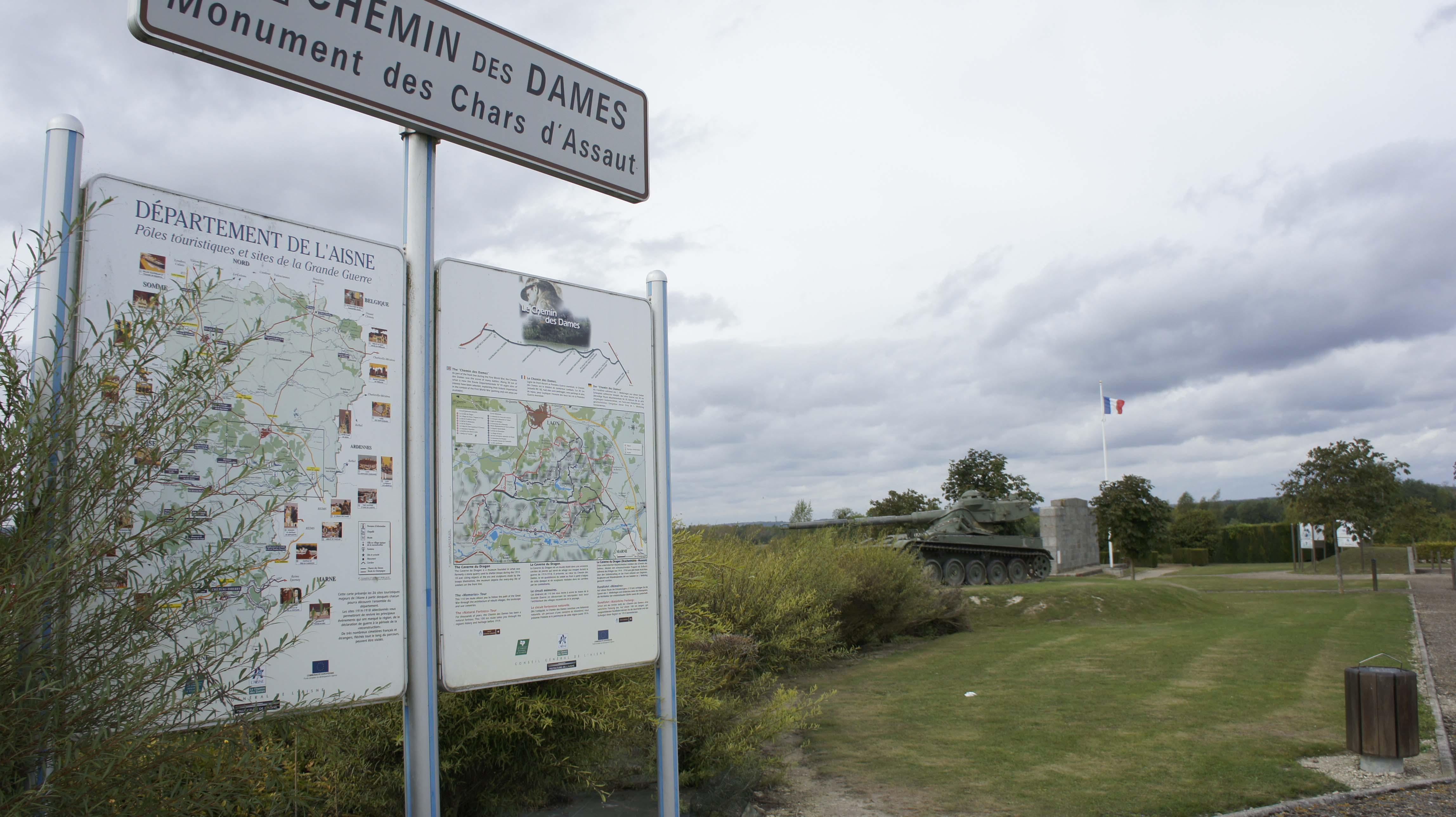
Le monument des chars d'assaut.

Le monument des chars d'assaut, mémorial national, propriété de la commune de Berry-au-Bac, rend hommage à tous les équipages de chars d'assaut tombés au cours de la Première Guerre mondiale. Il est situé au lieu-dit la Ferme du Choléra d'où partirent, le 16 avril 1917, les premiers chars d'assaut français en direction de Juvincourt.
Le monument, œuvre de l'architecte Villiers et du sculpteur Maxime Real del Sarte, a été érigé par le groupement des anciens combattants de l'artillerie d'assaut et inauguré le 2 juillet 1922 en présence des maréchaux Foch et Pétain, des généraux Mangin et Weygand et du général Estienne, « inventeur» des chars ».
Deux chars y sont exposés à titre permanent : depuis 2017, la réplique d'un char Schneider de la Première Guerre mondiale et, depuis juin 2018, un AMX 30, char de combat ayant équipé l'armée française à partir de 1967.
Le calvaire de la Ferme du Choléra, situé en face du mémorial des chars d'assaut, est implanté à l'endroit où se situait la Ferme du Choléra d'où partit la première bataille de chars français.

#### Nécropole nationale de Berry-au-Bac
Sur une superficie de 1,1 ha, la nécropole nationale de Berry-au-Bac rassemble 3 972 corps dont 2 014 en tombes individuelles et 1 958 en ossuaires.
Située en bordure de la RD 1140, à  la sortie du village en direction Gernicourt, cette nécropole était autrefois appelée le « cimetière militaire de Moscou » parce qu'elle était située dans le hameau de Moscou. Elle fut aménagée de 1919 à 1925. S'y trouve également les tombes de six Russes et d'un Belge.
Un carré contient 29 tombes de soldats britanniques, dont 17 inconnus, tombés entre le 27 et le 29 mai 1918, lors de l'offensive allemande sur le Chemin des Dames et inhumés ici après l'armistice du 11 novembre 1918. Deux soldats britanniques, non identifiés, tombés lors de la Seconde Guerre mondiale reposent également dans ce cimetière.

#### Cote 108
Un monument dédié aux sapeurs de la compagnie 19/3, du 2e régiment du génie, morts à la Cote 108 en 1916 et 1917, a été érigé dans la nécropole. Les terrains autour de la cote 108, avec leurs vestiges de la Grande Guerre, dont des tranchées et des entonnoirs de mines, sont classés au titre des monuments historiques depuis 1937.

### Personnalités liées à la commune
- Jean-Louis Deligny (né en 1791 à Arrancy, mort le 27 septembre 1870 à Berry-au-Bac) a été maire de Berry-au-Bac. Soldat à Waterloo et gravement blessé à la main, il reçut la médaille de Sainte-Hélène en 1857[60] et fut nommé chevalier de la Légion d'honneur en 1868[61],[62].
- Charles Heyring, fabricant de sucre à Berry-au-Bac, y est mort en 1890.
- Louis Conneau, général français, a pris part aux batailles de Berry-au-Bac pendant la Première Guerre mondiale.
- Étienne Fargeau Choderlos de Laclos[63], commandant, mort sur le champ de bataille de Berry-au-Bac en mars 1814.

### Héraldique
| Blason de Berry-au-Bac | Blason  | Tiercé en chevron : au 1er d'argent à la Croix de guerre 14-18, appendue à un ruban ployé componné de gueules et d'argent et mouvant du chef, au 2e de gueules à un sanglier contourné de sable* sur un pavois d'or à dextre et à cinq besants du même ordonnés en croix à senestre, au 3e de sinople à un casque d'argent. Ornements extérieursCroix de guerre 1914-1918 Devise / CriAd Honoris |
| Blason de Berry-au-Bac | Détails | Création Xavier Lenfant, adoptée par la municipalité dans les années 1960. |

### Le charBerry-au-Bac

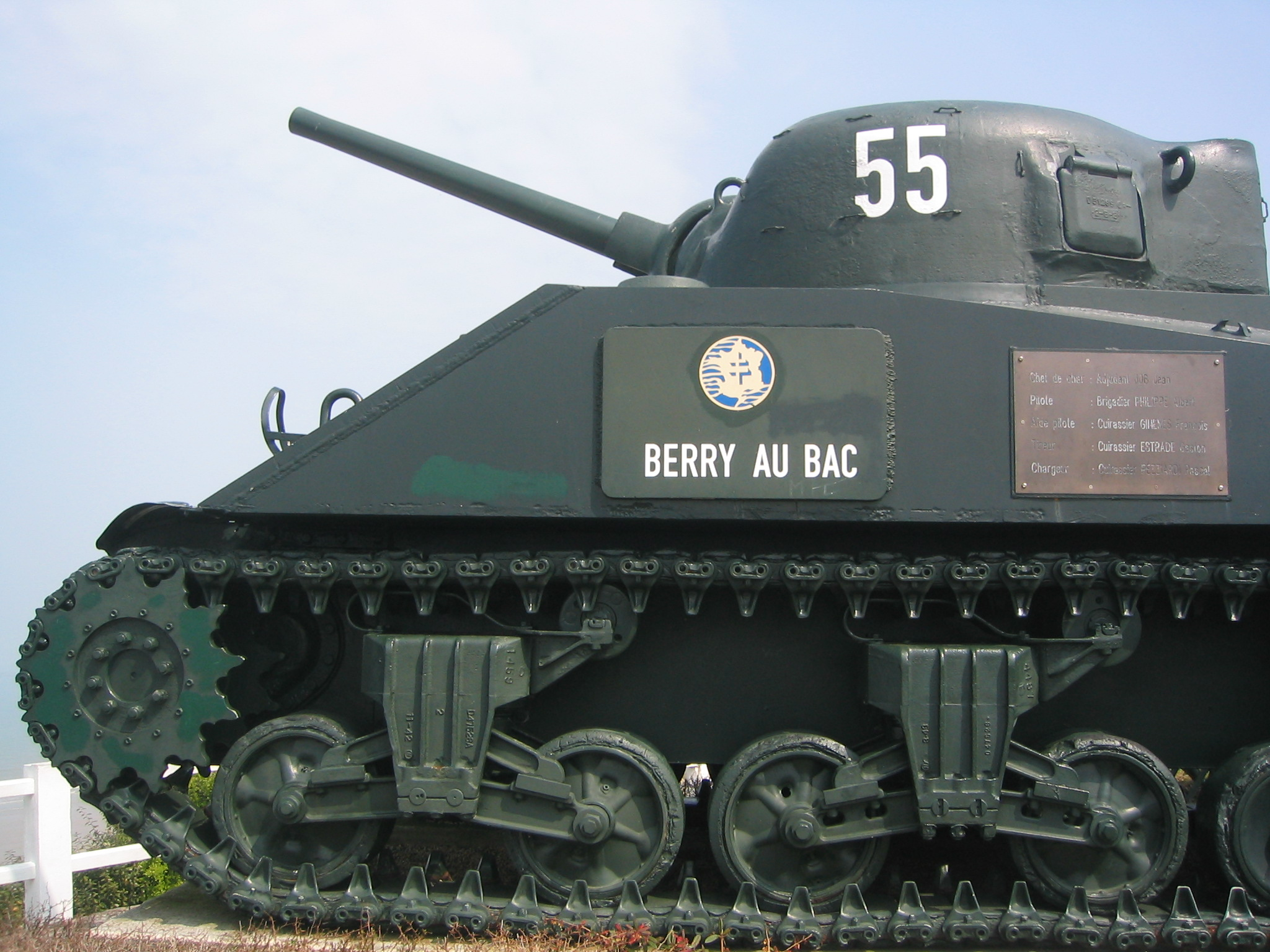
Le char Berry-au-Bac à Arromanches.

À Arromanches (en Normandie, dans le département du Calvados), sur un terre-plein surplombant la ville, est exposé un char américain Sherman M4 portant le nom de Berry-au-Bac.
Ce type de char a servi pendant la Seconde Guerre mondiale, notamment lors du débarquement de Normandie. Il s'agit ici d'un char de la 2e DB du général Leclerc. Une plaque avec le nom des cinq membres d'équipage est fixée dessus.
En juin 1944, à Arromanches, fut construit un port artificiel, pour permettre le débarquement de matériels de guerre dont les chars Sherman.

## Pour approfondir